# 605
El 605 (DCV) fou un any comú començat en divendres del calendari julià.

## Esdeveniments
- Guerra entre francs i saxons
- Construcció del Gran Canal a la Xina

## Naixements
- Yang Tong

## Necrològiques
- Alexandre de Tral·les